# Vasja Furlan
Pour les articles homonymes, voir Furlan.
Vasja Furlan, né le 28 juillet 1986 à Postojna, est un handballeur slovène évoluant au poste de demi-centre.

## Biographie
Auteur de 19 buts lors de la saison 2015-2016 en Ligue des Champions avec le Tartan Prešov, Vasja Furlan signe à l'US Ivry pour faire oublier son prédécesseur Sebastian Simonet sur le poste de meneur de jeu. Il dispute deux saisons pleines dans l’élite français avec Ivry (2,7 buts de moyenne). Il ne joue que sept rencontres en 2018-2019, avant de se blesser, et fait son retour à la compétition en mars 2019. 
En 2019, il s'engage pour trois ans avec le C' Chartres Métropole handball.

## Statistiques
| Saison                | Club                  | Championnat | Championnat | Championnat | Coupe nationale | Coupe nationale | Coupe continentale | Coupe continentale | Coupe continentale | Total | Total |
| Saison                | Club                  | Division    | M           | B           | M               | B               | Nom                | M                  | B                  | M     | B     |
| --------------------- | --------------------- | ----------- | ----------- | ----------- | --------------- | --------------- | ------------------ | ------------------ | ------------------ | ----- | ----- |
| 2005-2006             | RK Kozina             | D1          |             |             |                 |                 | C2                 | 4                  | 11                 |       |       |
| 2006-2007             | RK Kozina             | D1          |             |             |                 |                 | C1                 | 7                  | 14                 |       |       |
| Sous-total            | Sous-total            | -           |             |             |                 |                 | -                  | 11                 | 25                 |       |       |
| 2007-2008             | RK Celje              | D1          |             |             |                 |                 | C1                 | 11                 | 9                  |       |       |
| 2008-2009             | RK Celje              | D1          |             |             |                 |                 | C1                 | 10                 | 29                 |       |       |
| Sous-total            | Sous-total            | -           |             |             |                 |                 | -                  | 21                 | 38                 |       |       |
| 2009-2010             | Maribor Branik        |             |             |             |                 |                 | -                  | -                  | -                  |       |       |
| 2010-2011             | Maribor Branik        | D1          |             |             |                 |                 | C2                 | 2                  | 4                  |       |       |
| Sous-total            | Sous-total            | -           |             |             |                 |                 | -                  | 2                  | 4                  |       |       |
| 2011-2012             | Follo HK              | D1          |             |             |                 |                 | -                  | -                  | -                  |       |       |
| 2012-2013             | Follo HK              | D1          |             |             |                 |                 | -                  | -                  | -                  |       |       |
| 2013-2014             | Follo HK              | D1          |             |             |                 |                 | -                  | -                  | -                  |       |       |
| Sous-total            | Sous-total            | -           |             |             |                 |                 | -                  | 0                  | 0                  |       |       |
| 2014-2015             | Tatran Prešov         | D1          |             |             |                 |                 | C1+C3              | 0+2                | 0+2                |       |       |
| 2015-2016             | Tatran Prešov         | D1          |             |             |                 |                 | C1                 | 6                  | 19                 |       |       |
| Sous-total            | Sous-total            | -           |             |             |                 |                 | -                  | 8                  | 21                 |       |       |
| 2016-2017             | US Ivry               | D1          | 26          | 67          |                 |                 | -                  | -                  | -                  |       |       |
| 2017-2018             | US Ivry               | D1          | 23          | 62          |                 |                 | -                  | -                  | -                  |       |       |
| 2018-2019             | US Ivry               | D1          | 10          | 8           |                 |                 | -                  | -                  | -                  |       |       |
| Sous-total            | Sous-total            | -           | 59          | 137         |                 |                 | -                  | 0                  | 0                  |       |       |
| 2019-2020             | C' Chartres           | D1          |             |             |                 |                 | -                  | -                  | -                  |       |       |
| Total sur la carrière | Total sur la carrière | -           |             |             |                 |                 | -                  | 42                 | 88                 |       |       |

## Palmarès
Compétitions internationales
- Finaliste de la Supercoupe d'Europe (1) : 2007 avec Celje

Compétitions ntationales
- Vainqueur du Championnat de Slovénie (1) : 2008 avec Celje
- Vainqueur de la Supercoupe de Slovénie (1): 2007 avec Celje
- Finaliste de la Coupe de Slovénie (3) : 2006 avec Kozina, 2009 avec Celje, 2010 avec Maribor
- Vainqueur du Championnat de Slovaquie  (2) : 2015, 2016 avec Tatran
- Vainqueur de la Coupe de Slovaquie (2) : 2015, 2016 avec Tatran